# Krîskî, Korop
Krîskî (în ucraineană Криски) este localitatea de reședință a comunei Krîskî din raionul Korop, regiunea Cernihiv, Ucraina.

## Demografie
Componența lingvistică a localității Krîskî
     Ucraineană (99,19%)
     Alte limbi (0,81%)
Conform recensământului din 2001, majoritatea populației localității Krîskî era vorbitoare de ucraineană (99,19%), existând în minoritate și vorbitori de alte limbi.